# Brzice
Brzice (deutsch Brösel) ist eine Gemeinde in Tschechien. Sie liegt zehn Kilometer östlich von Dvůr Králové nad Labem und gehört zum Okres Náchod.

## Geographie

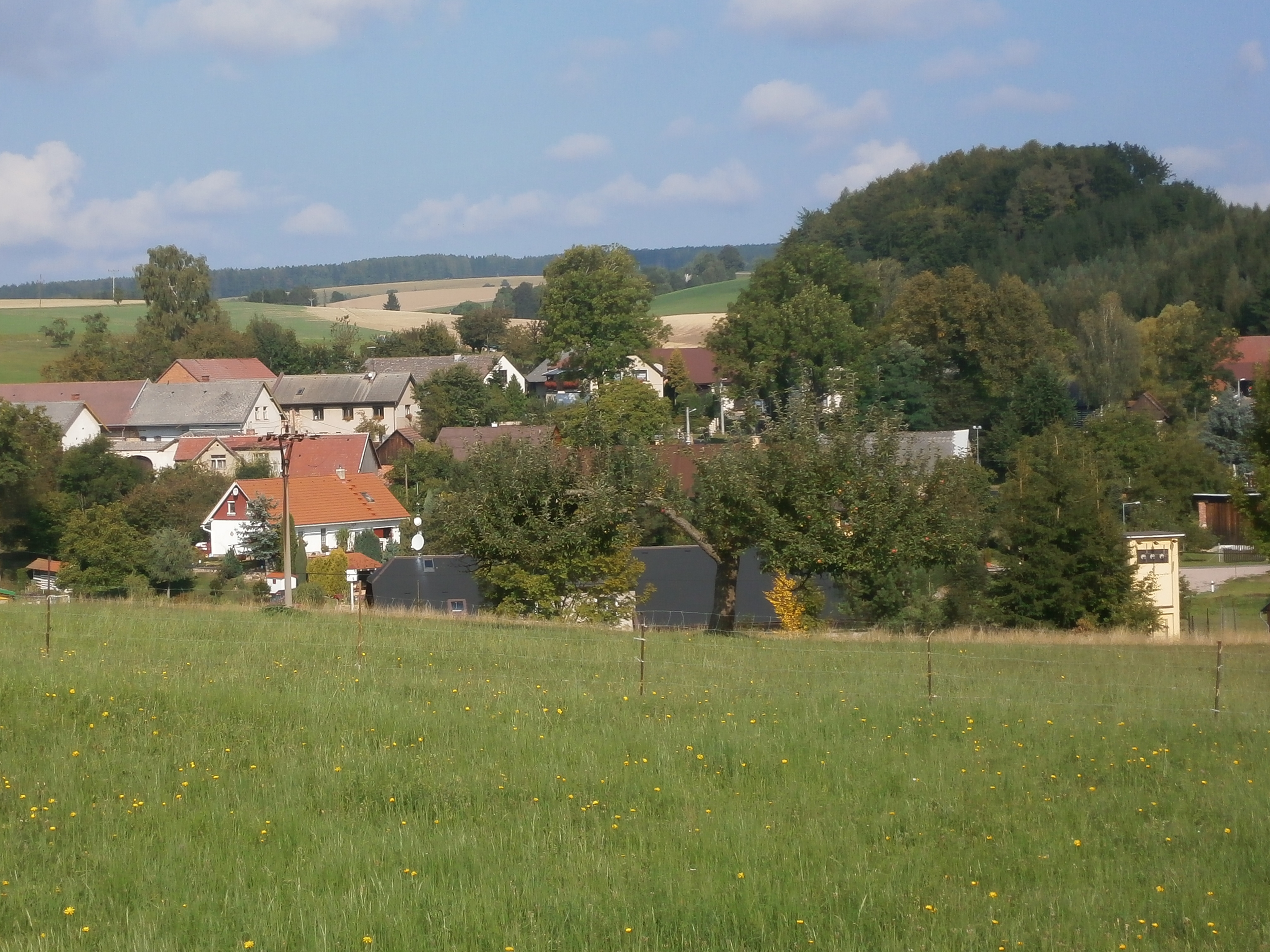
Brzice

Brzice befindet sich im Südosten des Königreichwaldes auf einer Hochfläche zwischen den Tälern der Běluňka und des Válovický potok.
Nachbarorte sind Proruby und Komárov im Norden, Mezilečí im Nordosten, Chlístov im Osten, Končiny, Nový Dvůr und Újezdec im Südosten, Žďár, Dolní Žlíbek und Výhled im Süden, Kopaniny und Horní Žlíbek im Südwesten, Harcov und Kladruby im Westen sowie Zákoutí, Běluň und Vyhnánov im Nordwesten.

## Geschichte
Das Dorf Brzy wurde 1422 erstmals urkundlich erwähnt, Besitzer war zu dieser Zeit der Ritter Myslibor z Brzic. Später wurde der Ort Teil der Herrschaft Smiřice. Im 16. Jahrhundert bildete Brzice wieder eine selbständige landtäflische Gutsherrschaft, die um 1650 der Herrschaft Hořiněves zugeschlagen wurde.
Schulort war zuerst Proruby. Die dortige Dorfschule war zuerst rein tschechischsprachig, später erfolgte der Unterricht in einer tschechischen und einer deutschen Klasse. Ab 1829 wurde ein Haus in Brzice als Schule genutzt.
Nach der Aufhebung der Patrimonialherrschaften wurde Brzice 1850 zur selbständigen Gemeinde, zu der die Siedlungen Běluň, Grund, Harcov und Žďár gehörten. 1881 entstand ein neues Schulhaus.
Zwischen 1938 und 1945 verlief hier die Grenze zwischen dem Deutschen Reich und dem Protektorat Böhmen und Mähren. Während Brösel zum Protektorat gehörte, lagen Komarow und Prorub im deutschen Landkreis Trautenau.
Im Zuge der Gebietsreform von 1960 wurden die Orte Komárov, Žlíbek und Proruby eingemeindet.

## Ortsgliederung
Die Gemeinde Brzice besteht aus den Ortsteilen Běluň (Belaun), Brzice (Brösel), Komárov (Komarow), Proruby (Prorub) und Žďár (Brand) sowie den Ortslagen Harcov (Harzhof) und Žlíbek (Grund).